# 佐藤明機
佐藤 明機（さとう あきとき）は日本の漫画家。イラストレーター、東京都出身。

## 作風
レトロ調SF。
作品のアクは強くないが、少なからず毒を含む。
作品は各話に一話完結のスタイルを基本とし、屡々読者を煙に巻く下げは、古典落語やSFショートショートのスタイルに近い。
また、彼の作品や人柄は各ジャンルを越えたファン層を築いており、影響を受けたクリエイターには、漫画家のガビョ布などがいる。

## 作品リスト

### 単行本
- 楽園通信社綺談（PARADISE BRANCH）
  - 旧版 - ホビージャパン
  - 新装版 - コスミック出版
- ビブリオテーク・リヴ（Bibliotheque Live）
  - 旧版 - ホビージャパン
  - 新装版 - コスミック出版
- パラダイスバード - 新潮社・バンチコミックス
- 楽園通信社綺談 ビブリオテーク・リヴ
  - 合本版 - 駒草出版
- パラダイスバード・クロニクル - 駒草出版
- リプライズ - 駒草出版

### 掲載
- 家出王國 - 月刊コミックドラゴン （1998年4月号 ～ 1999年4月号）
- 蒼空の都ヘヴン - RPGマガジン
- パラダイスバード
  - Side A：ピアニッシモ (雑誌) （vol.1 ～ vol.7）
  - Side B：月刊コミック＠バンチ （2011年7月号 ～ 2012年6月号）
- みかげ町点景 - es～エターナル・シスターズ～花咲く乙女の学園コミックアンソロジー（2004年）
- 日本気配 - 月刊コミック＠バンチ （2011年7月号 ～ 2012年6月号）
- 日本気配 番外編 - 月刊コミック＠バンチ （2012年9月号）
- 未来記 - 月刊IKKI （2013年8月号）

### アンソロジー
- ゲームアンソロジー各種 - スタジオDNA
  - To Heart、こみっくパーティー、うたわれるもの etc.

### ゲーム
- FOX JUNCTION(背景CG担当)

### CG
- 雑誌
  - 「ColorfulPUREGIRL」イラストカット - BIBLOS
- トレーディングカードゲーム
  - 「AIR」- ティーアイ東京
  - 「Kanon」- ティーアイ東京